# Église Notre-Dame de la Rominguière
L'église Notre-Dame de la Rominguière est une église située en France sur la commune de Coursan, dans le département de l'Aude en région Occitanie.
Le clocher a été inscrit au titre des monuments historiques le 13 avril 1948.

## Localisation
L'église est située sur la commune de Coursan, dans le département français de l'Aude.

## Historique
Le clocher a été inscrit au titre des monuments historiques en 1948.